# 裕溪口街道
裕溪口街道，是中华人民共和国安徽省芜湖市鸠江区下辖的一个乡镇级行政单位。
原属安徽和县，1958年2月27日，和县裕溪口镇划入芜湖市。裕溪口是芜湖市北岸唯一门户，长江上第一个机械化港口，1990年裕溪口撤区，划归鸠江区，设立裕溪口街道办事处。

## 行政区划
裕溪口街道下辖以下地区：
新裕路社区和新三村社区。